# Warren Hellman
Warren Hellman (25 juillet 1934 - 18 décembre 2011) était un investisseur américain en capital-investissement et cofondateur de Hellman & Friedman, une société de capital-investissement de plusieurs milliards de dollars Hellman a également cofondé Hellman, Ferri Investment Associates, ensuite connue sous le nom Matrix Partners. Il a lancé et financé le festival Hardly Strictly Bluegrass. Hellman est décédé le 18 décembre 2011 des complications de son traitement contre la leucémie.

## Enfance et éducation
Hellman est né dans une famille juive à New York et a passé sa petite enfance à Manhattan, fils de Ruth (née Koshland) et Marco "Mick" Hellman, son arrière grand-père était Isaias W. Hellman,. Pendant la Seconde Guerre mondiale, sa famille déménage à Vacaville, en Californie, où son père a servi comme major dans l'armée de terre et sa mère comme pilote de l'armée de l'air, pilotant des avions militaires entre les usines et les bases Après la guerre, ils déménagent à San Francisco où il obtient son diplôme du Lowell High School. En 1955, il est diplômé de l'Université de Californie à Berkeley et en 1959, il obtient un M.B.A. à la Harvard Business School.

## Carrière
Après ses études, il a travaillé dans la banque d'investissement chez Lehman Brothers, devenant associé à l'âge de 28 ans, le plus jeune de l'histoire de l'entreprise. En 1973, il a été nommé président et responsable de la banque d'investissement et également responsable de la division Investment Banking et Président de Lehman Corporation. En 1977, il s'installe à Boston et cofonde avec Paul J. Ferri une société de capital-risque, Hellman, Ferri Investment Associates (rebaptisée par la suite Matrix Partners), investisseur initial dans SanDisk et Apple. En 1984, il retourne à San Francisco et fonde avec Tully Friedman la société Hellman & Friedman où il est président et membre des comités des placements et des salaires.
La stratégie de Hellman & Friedman était d'acheter des sociétés qui avaient un grand sens des affaires (généralement des sociétés de services financiers ou de logiciels) et des actifs physiques (comme des fabricants) avec des flux de trésorerie importants qui nécessitent des améliorations opérationnelles. En 1995, la société a acheté Levi Strauss & Co. de 250 actionnaires familiaux et les a consolidés parmi quatre hommes dont Hellman et ensuite Robert D. Haas, le PDG. La société a réduit sa dette et amélioré son bénéfice.

## Vie familiale
Bien que sa fortune soit en grande partie personnelle, Hellman était l'arrière-petit-fils d'Isaias W. Hellman, un éminent banquier californien (président de la Wells Fargo), philanthrope et père fondateur de l'université de Californie du Sud, sa belle-sœur était mariée à Mayer Lehman, une des fondatrices de Lehman Brothers. La mère de Warren Hellman, l'ancienne Ruth Koshland, était la petite-fille de Jesse Koshland et l'arrière-petite-fille de Simon Koshland, pionnier du commerce de la laine à San Francisco (un neveu de Jesse Koshland, Daniel E. Koshland, père, a été le directeur de Levi Strauss & Co).
La famille Hellman n'est pas liée à l'entreprise de mayonnaise Hellmann's.
Hellman était marié à Patricia Christina "Chris" Sander ; ils eurent quatre enfants : Marco "Mick" Hellman, Frances Hellman, Judith Hellman et Patricia Hellman Gibbs. Sa fille, Frances Hellman, est la doyenne de la Division des sciences mathématiques et physiques de l'UC Berkeley. Ses funérailles ont eu lieu à la congrégation Emanu-El à San Francisco.

## Autres engagements
Hellman a servi dans l'armée américaine de 1955 à 1957.
Hellman a été président du conseil d'administration du Mills College de 1982 à 1992 et, à la suite de protestations, il a annulé la décision du collège de devenir coéditeur en 1990.
Hellman a été administrateur de D.N.& E. Walter & Co. et de Sugar Bowl Corporation. Il a également été membre du conseil consultatif de la Walter A. Haas School of Business de l'Université de Californie à Berkeley. En 2005, Hellman a été intronisé à l'Académie américaine des arts et des sciences.
Hellman était le commanditaire principal et a financé le festival de musique Hardly Strictly Bluegrass au Golden Gate Park de San Francisco,,.
En 2011, Speedway Meadow a été rebaptisé Hellman Hollow pour honorer son histoire de philanthropie et son engagement civique à San Francisco.
Hellman était un donateur et un partisan des Jewish Vocational Services (JVS), un organisme sans but lucratif qui aide les gens à transformer leur vie par le travail.
M. Hellman était président du conseil d'administration de The Bay Citizen, un organisme de presse sans but lucratif axé sur la région de la baie de San Francisco. Le Bay Citizen a été fondé grâce à une contribution de 5 millions de dollars de la Hellman Family Foundation.
Il a été administrateur de nombreuses sociétés de portefeuille, dont Eller Media Company, Nasdaq Stock Market et Young & Rubicam.
Hellman a remporté cinq fois le championnat national en course Ride and Tie dans sa catégorie d'âge.